# 이강희 (농구인)
이강희(李康姬, 1969년 5월 18일 ~ )는 대한민국의 전 여자 농구 선수이다. 1988년 선일여고를 졸업하고, 국민은행 소속 선수로 활약하였다. 1990년 아시안 게임에도 여자 농구 경기에 국가대표 선수로 참가하였다. 1996년 3월 은퇴하였으나 팀의 권유로 3개월만에 플레잉코치로 국민은행에 다시 복귀하였다. 96~97시즌 농구대잔치까지 선수로 활동하다가, 1997년 2월 코트를 떠났다. 1997년 12월 롯데 소속의 프로야구 선수 강성우와 결혼하였으며, 슬하에 두 딸을 두고 있다. 2003년부터 KBL 기록판정원으로 활동하고 있다.

## 수상
- 93~94시즌 농구대잔치 여자 최우수 선수[10]
- 96~97시즌 농구대잔치 여자 최우수 선수[11]